# 香川元太郎
香川 元太郎（かがわ げんたろう、1959年 - 2024年12月12日）は、日本画家、イラストレーター、絵本作家。

## 経歴
愛媛県松山市出身。愛媛県立松山東高等学校を経て、武蔵野美術大学卒業、同大学院修士課程修了。
大学3年の時、日本画公募展の創画展に入選。以後、創画展6回、春季創画展7回入選。
東宝舞台に勤務し東京宝塚劇場等の舞台背景を描く。のちフリー。
日本画、歴史考証画、装画、絵本の制作のほか、郵便切手や絵入りはがきの原画などを手がける。日本画教室の講師も務める。
迷路やかくし絵を盛り込んだ学習絵本の『迷路絵本』シリーズは、累計で300万部を超えるミリオンセラーとなっている。
2024年12月12日、心室細動により死去。65歳没。

## 人物
松山市石手川南部の、戦災で焼け残り、車も入れない道も多い「迷路のような」旧市街で育つ。子供の頃は将来の夢はあまり考えなかったが、小学6年生になっても紙工作や父親がかまぼこ板を切って作ってくれた積み木で迷路を作っていろんなことを想像して遊ぶことなどが好きだった。中学になると本で姫路城の縄張り図をみたことで日本の城郭、さらには日本史や日本文化に興味を持つ。高校では弓道部に所属し、城に親しむうちに独特の技法があると知り興味を持った日本画家になろうと二浪して美大に進学する。
大学時代は専ら日本画の製作に打ち込む傍ら、他に抽象画も描き、大学院修了と同時に結婚した。子供も生まれたことで画家では食べていけず、イラストレーターの道を考えて受けた城のイラストの仕事が評価され、城をはじめとする歴史考証イラスト作家として独立。
5歳、3歳の息子のために描いた迷路の絵に息子が夢中になったのをきっかけに、40代半ばになって残り半分の人生のうちあと何年仕事ができるかということを考えた末、このままで終わりたくない、やりたいことをやろうと思い、『迷路絵本』の着想が浮かび、出版社に企画を持ち込む。『迷路絵本』は好評を得てシリーズ化され、ロングセラーとなる。同シリーズはスマートフォンのアプリとしても発売されており、韓国、台湾、中国でも翻訳出版されている。

## 作品
- 『日本の城』 世界文化社
- 『分解図鑑 日本の建造物』 東京堂出版
- 『鳥瞰図でみる日本の城』 PHP研究所
- 『迷路絵本』シリーズ PHP研究所
- 『かずの冒険』シリーズ 小学館
- 『戦国の城の全史』 学研